# Ruta CR16 (Lima)
La ruta CR16 o "la SJ" es una ruta de transporte público del área metropolitana de Lima, que conecta los distritos de Ventanilla y San Miguel. El trayecto de esta ruta consta de 62 o 64 paradas dependiendo de la dirección y dura aproximadamente 2 horas.

## Características
Esta ruta de transporte público es operada por la Empresa de Transportes San José S.A., pasando por los distritos de Lima y Callao, anteriormente esta ruta iba hasta Cieneguilla, pero fue recortada por el Corredor Rojo y actualmente solo dirige hasta San Miguel, más precisamente al cruce de las avenidas Faucett y la Marina.

### Autorización
La ruta CR16 se encuentra autorizada por la Municipalidad Provincial del Callao (MPC) y la Autoridad de Transporte Urbano (ATU).

## Trayecto
Los autobuses de la ruta CR16 comienzan a operar a las 6:00 a.m. y terminan a las 10:00 p.m. Por los distritos de Ventanilla, Callao, Bellavista y San Miguel en las provincias de Lima y Callao; pasando por importantes lugares como la Refinería La Pampilla, el Grupo N° 8 de la FAP, la sede del Gobierno Regional del Callao y  el Aeropuerto Internacional Jorge Chávez y el parque Las Naciones.
Esta ruta no se con el Metropolitano, en el futuro podrá conectar con la Línea 4 del Metro de Lima y Callao desde las estaciones Gambetta hasta Venezuela.

### Terminales
Su terminal de ida es en la Ciudad Pachacútec en el Distrito de Ventanilla, esta ruta no tiene terminal de vuelta dado que da media vuelta al llegar al Parque las Naciones, en San Miguel.

### Recorrido
| Dirección               | Avenidas y calles |
| ----------------------- | --- |
| Ida Hacia San Miguel    | Av. 150 Izquierda - Av. Caminos del Inca Izquierda - Av. Acceso A - Carretera A Playa Los Delfines - Av. La Playa/Acceso a la Ciudad de Pachacútec - Av. Néstor Gambetta - Av. Elmer Faucett. |
| Vuelta Hacia Ventanilla | Av. Elmer Faucett - Av. Néstor Gambetta - Av. La Playa/Acceso a la Ciudad de Pachacútec - Carretera A Playa Los Delfines - Av. Acceso A - Av. Caminos del Inca Izquierda - Av. 150 Izquierda  |